# Continental Air Services

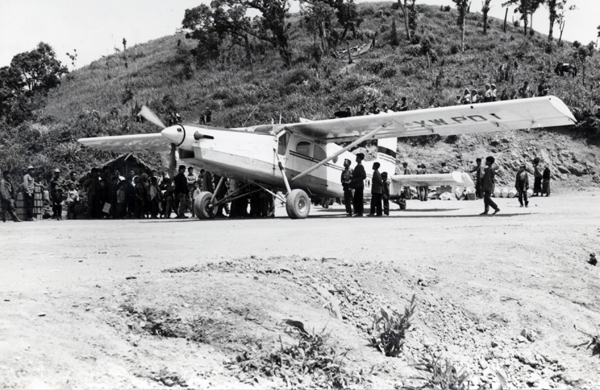
En av deras Pilatus PC-6 Porter på ett flygfält i Laos.

Continental Air Services, Inc. (Casi) var ett amerikanskt flygbolag och som ägdes av Continental Airlines.

## Historik
Flygbolaget hade sitt ursprung från att vara en avdelning för luftfart inom infrastrukturföretaget Bird & Sons, som hade verksamheter i Laos och Vietnam. Samma år som USA invaderade officiellt Vietnam, köpte Continental Airlines avdelningen och Continental Air Services grundades. Det efterföljande decenniet utfördes det mängder av uppdrag i Kambodja, Laos, Singapore, Thailand och Vietnam åt främst den amerikanska underrättelsetjänsten Central Intelligence Agency (CIA) men även åt andra amerikanska myndigheter. Uppdragen gick oftast ut på att dels transportera amerikanska trupper och dels flyga in ammunition och förnödenheter.
Efter att de amerikanska krigen i Sydostasien upphörde, var det tänkt att verksamheten i regionen skulle fortsättas i begränsat form. Moderbolaget Continental Airlines hade upprättat ett samarbetsavtal med Air Vietnam, som var Sydvietnams första kommersiella flygbolag. Air Vietnam upphörde dock efter att Saigon föll i april 1975 och vad som hände med Casi efter det är ej känt. 